# Николаев, Юрий Владимирович
Юрий Владимирович Николаев (26 июня 1903, Санкт-Петербург — 23 июля 1986) — советский инженер-строитель. Лауреат Сталинской премии (1951), Заслуженный строитель РСФСР (1963).

## Биография
Родился 26 июня 1903 года[по какому календарю?] в Санкт-Петербурге. В 1927 году окончил Ленинградский институт инженеров путей сообщения со званием инженер-строитель. Занимался промышленным строительством в Ленинграде, Витебске, Баку, Ленинабаде. С 1935 года работал в Москве в Главстройпроме. В 1940—1941 годах занимался организацией поточно-скоростного строительства жилых зданий.
Во время Великой Отечественной войны занимался проектированием и строительством заводов, эвакуированных на восток страны.
С 1945 года работал в Комитете по делам архитектуры при СНК СССР. В 1949—1959 годах — в должности начальника управления Министерства городского строительства. В 1959—1963 годах — начальник отдела Госстроя СССР. В 1963—1967 годах — заместитель начальника управления Государственного комитета промышленности строительных материалов СССР. Занимался организацией крупно-панельного домостроения и промышленности сборного железобетона.
Член Союза архитекторов СССР с 1946 года, член КПСС с 1947 года. Кандидат технических наук (1951). Автор научных трудов по строительству и архитектуре.
С 1967 года — персональный пенсионер. С 1967 до 1983 года работал консультантом НИИ экономики строительства Госстроя СССР.
Умер 23 июля 1986 года.

## Награды и звания
- Сталинская премия третьей степени (1951) — за разработку технологии, освоение производства и внедрение в строительство конструктивного ячеистого бетона[3]
- Заслуженный строитель РСФСР (1963)[1]
- медали[2]